# Hédomont
Hédomont  (en wallon : Hedômont) est un village de la commune et ville belge de Malmedy située en Région wallonne dans la province de Liège. 
Avant la fusion des communes de 1977, Hédomont faisait partie de la commune de Bévercé. 

## Situation et description
Hédomont est un petit village ardennais implanté le long d'une ligne de crête (altitude autour de 495 m) se trouvant sur les hauteurs sud de Malmedy. L'habitat (une cinquantaine de constructions) y est assez concentré. Le village est entouré de prairies.
Le village se trouve à 3 km au sud du centre de Malmedy.
Malgré de nombreuses constructions récentes, la localité a gardé son caractère rural, quelques fermes étant toujours en activité. On n'y compte aucun édifice religieux.